# オーギュスト・ボルジェ
オーギュスト・ボルジェ（Auguste Borget、1808年8月28日 - 1877年10月25日）はフランスの画家である。世界周遊の旅をして、中国などの風景を描いた。

## 略歴
アンドル県のイスーダンで生まれた。21歳でパリに出て、海洋画家のテオドール・ギュダン(1802-1880)と風景画家、肖像画家のアンリ・ジョセフ・ボワシャール(Henri Joseph Boichard)に絵を学んだ。パリでは小説家のオノレ・ド・バルザック(1799-1850)やジョルジュ・サンド(1804-1876)と親しくなった。パリのサロンには1836年から1859年の間、しばしば出展した
。
1836年から世界周遊の旅に出て、ニューヨークに滞在した後、リオデジャネイロ、モンテビデオを旅しアンデス山脈を越えてチリへも旅した。1838年5月にハワイを訪れた
後、1838年から広東に10ヶ月滞在し、広東では1825年から中国に滞在しているイギリス人画家ジョージ・チネリー(George Chinnery: 1774–1852)とも知り合った。1839年の7月にはマニラ、シンガポール、コルカタを訪れ、1840年にインド各地を旅した後、1840年の夏、パリに戻った。
1842年に中国を描いた画集、旅行記「La Chine et les Chinois」を出版し、7月王政の国王ルイ・フィリップに献呈した。南米の旅行記も執筆し、雑誌 「l'Art en Province」に旅行に関する多くの記事を掲載した後、1850年頃に故郷に近いシェール県のブールジュに移り、世間からあまり注目されなくなった。
1877年にブールジュで亡くなった。

## 作品

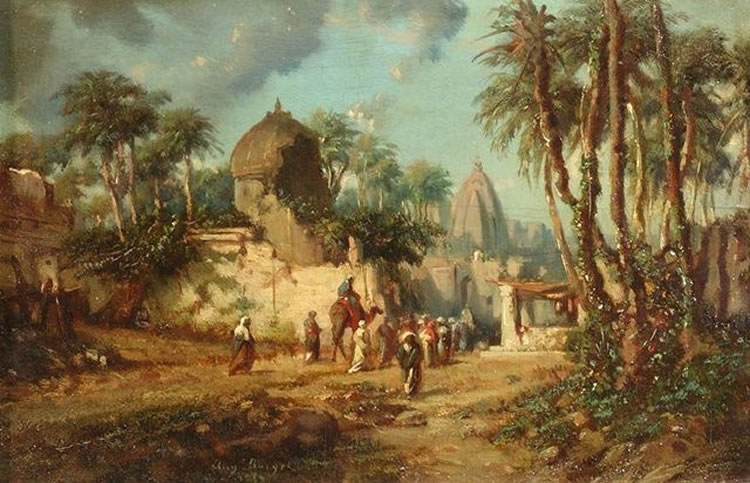
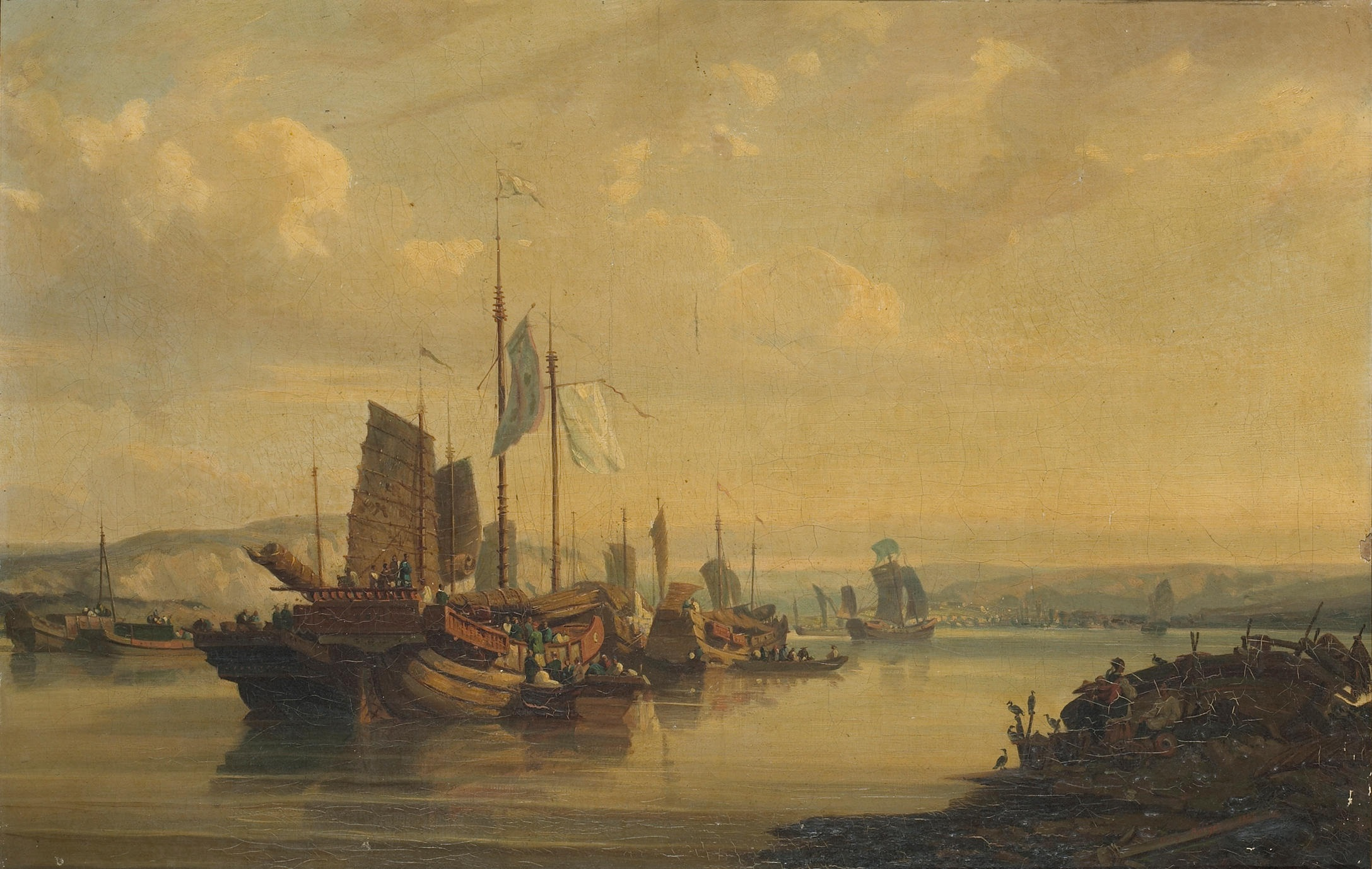
珠江の風景
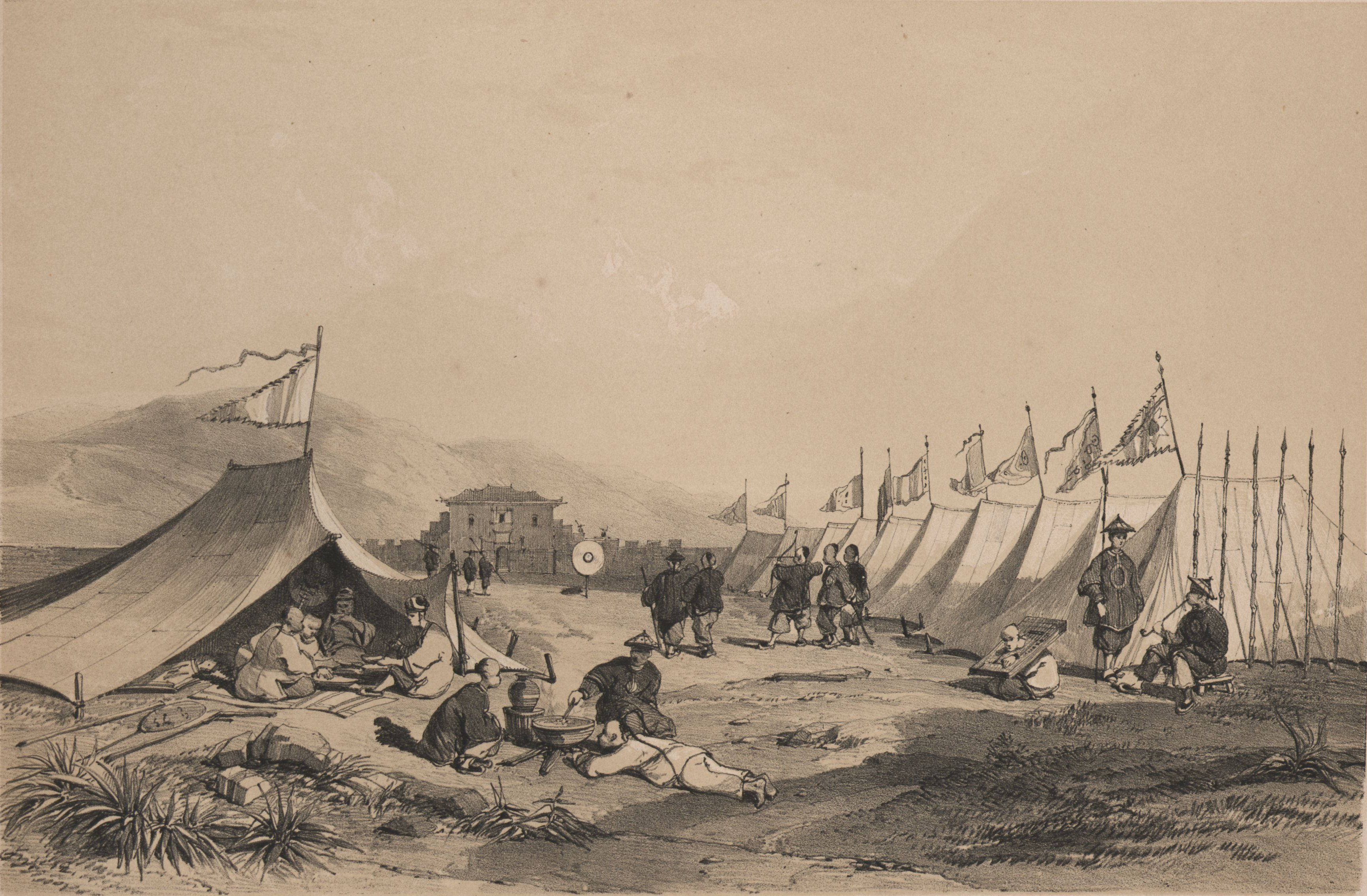
マカオ城壁近くの中国人野営地
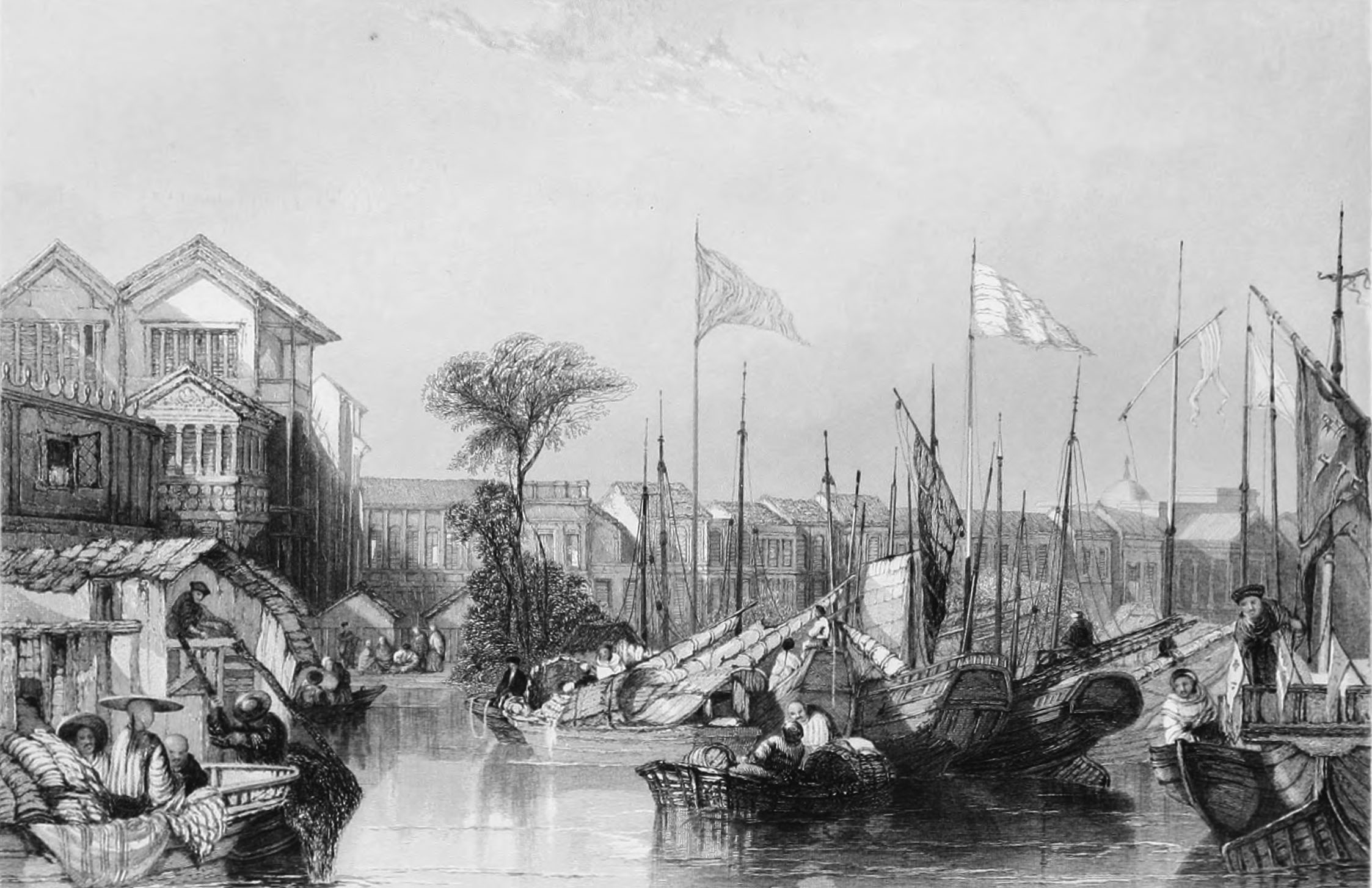
広東のヨーロッパ人の工場